# Кола (град)
Кола (рус. Кола) град је на крајњем северозападу европског дела Руске Федерације. Налази се у северном делу Мурманске области и административно припада Кољском рејону чији је уједно и административни центар. Град Кола је културни и духовни центар Кољског полуострва и целе Мурманске области.
Према проценама националне статистичке службе Русије за 2016. у граду је живело 9.735 становника.

## Географија
Град Кола налази се у северном делу Мурманске области, унутар арктичког поларног круга, на подручју под пермафростом. Лежи на месту где се реке Кола и Тулома уливају у фјордовски Кољски залив. На 12 km северно од града је град Мурманск, административно седиште целе области, док је на свега 15 km варошица Мурмаши и Мурмански међународни аеродром. Изнад града се диже брдо Соловарака висине 81 m.

## Историја
Постоји неколико верзија о датуму оснивања Коле, а најстарија верзија је да је град основан 1264. године. Тај датум је оспорио професор Иван Ушаков по којем је град основан знатно касније, 1565. године. Савремени руски историчари тврде да је град настао вероватно пре 1517. године, а своје тврдње базирају на неким од докумената датираних на то време, а у којима књаз Василиј III Иванович између осталих, међу насељима на северу помиње и Колу. Међутим сам податак није поуздан јер име Кола може да се односи и на Колдонску тврђаву која је постојала у то време. У сваком случају 2015. прослављено је 450 година од оснивања Коле.
У сваком случају Кола је основана као утврђење на острву окруженом рекама Колом и Туломом и обалом Кољског залива. Становништво је било оријентисано на риболов и трговину, а од најранијих времена кољско становништво је одржавало живе трговачке везе са холандским, шведским и норвешким трговцима. Током 70-их и 80-их година XVI века захваљујући трговини Кола је постала важно међународно трговачко средиште где се трговало рибом и крзнима. Крајем XVI и почетком XVII века Кола је била јако утврђено насеље и једно од највећих утврђења на руском северу.
Са почетком Великог северног рата 1700. између Русије и Шведске почињу учестали напади Швеђана на руске територије на северу. По налогу императора Петра Великог сва стратешка ансеља на северу морала су додатно да се утврде, па је сходно томе и кољска тврђава додатно ојачана. Године 1708. Русија је подељена на губерније, а дотадашњи Кољски округ улази у састав Архангељске губерније.
Дана 6. фебруара 1780. Кола је званично проглашена градом у саставу Вологодског намесништва, а четири године касније проглашена је окружним центром Архангељске губерније. У границе Кољског округа укључени су и села Варзуга и Умба. Први грб града усвојен је 2. октобра 1781. године.
Императорка Катарина Велика је 27. фебруара 1783. граду Коли поклонила 8.000 рубаља за градњу камене цркве. Храм посвећен Благовештењу саграђен је у периоду 1804−1807. године. У периоду од маја до августа 1826. године, експедиција под вођством Михаила Рејнекеа извршила је детаљно описивање Кољског залива, док је 1830. у Санкт Петербургу издата књига „Опис града Коле из руске Лапоније” (рус. «Описание города Колы в Российской Лапландии»). Прва парохијска школа у граду основана је 31. марта 1839. године, а била је то уједно и прва школа на целом Кољском полуострву.
У нападима енглеске артиљерије са корвете „Миранда” 1854. године изгорео је највећи део града, а уништена је тврђава и Воскресењски саборни храм. Након тога долази до великог застоја у развоју града, Кољски округ је распуштен, а сам град деградиран у статус провинцијског. Становништво почиње да се враћа назад у град тек од лета 1855. године.
Према статистичким подацима из 1866. град је имао 734 становника и 96 грађевина. У јануару 1878. у граду почиње да делује метеоролошка станица, прва на целом Кољском полуострву. Кољски округ са седиштем у Коли поново је успостављен у фебруару 1883. године.
У првим деценијама 20. века град константно стагнира, број становника се смањује и све то је довело до тога да Кола 1926. буде деградирана у ранг села. Статус урбаног насеља поново добија 1935. године, а од 1965. поново има званичан статус града.

## Демографија
Према подацима са пописа становништва 2010. у граду је живело 10.437 становника, док је према проценама националне статистичке службе за 2016. град имао 9.735 становника.
| 1939. | 1959.  | 1970.  | 1979.  | 1989.  | 2002.  | 2010.  | 2016. |
| ----- | ------ | ------ | ------ | ------ | ------ | ------ | ----- |
| 8.385 | 12.273 | 12.085 | 13.301 | 16.541 | 11.060 | 10.437 | 9.735 |

По броју становника Кола се 2016. налазла на 937. месту од 1.112 званичних градова Русије.

## Партнерски градови
Град Кола има потписане уговоре о сарадњи и партнерству са следећим градовима:
- Хамерфест, Норвешка
- Еверторнео, Шведска
- Инари, Финска
- Соданкула, Финска